# 1992 WV3
1992 WV3 är en asteroid i huvudbältet som upptäcktes den 24 november 1992 av de japanska astronomerna Yoshio Kushida och Osamu Muramatsu vid Yatsugatake-Kobuchizawa-observatoriet.